# Gyachi
GyachE Improved (GyachI) este un program de mesagerie instantanee de tip open-source pentru sistemele de operare GNU/Linux proiectat special pentru protocolul Yahoo! Messenger. Este o copie a proiectului open-source Gyach Enhanced Yahoo!.